# Predsjednici Komora
Predsjednici Komora su osobe koje upravljaju otočjem Komori. Prvi predsjednik je bio Ahmed Abdallah.

## Popis predsjednika
- 1975. – 1975.: Ahmed Abdallah
- 1975. – 1975.: Ali Soilih
- 1975. – 1976.: Saïd Mohamed Jaffar
- 1976. – 1978.: Ali Soilih
- 1978. – 1989.: Ahmed Abdallah
- 1989. – 1991.: Said Mohamed Djohar
- 1991. – 1991.: Ibrahim Ahmed Alidi
- 1991. – 1995.: Said Mohamed Djohar
- 1995. – 1995.: Mohamed Taki Abdulkarim
- 1995. – 1996.: Caabi El-Yachrutu
- 1996. – 1996.: Said Mohamed Djohar
- 1996. – 1998.: Mohamed Taki Abdulkarim
- 1998. – 1999.: Tadjidine Ben Said Massounde
- 1999. – 2002.: Azali Assoumani
- 2002. – 2002.: Hamada Madi Bolero
- 2002. – 2006.: Azali Assoumani
- 2006. – 2011.: Ahmed Abdallah Sambi
- 2016. – 2019.: Azali Assoumani
- 2019. – 2019.: Moustradoine Abdou
- 2019. - danas: Azali Assoumani